# 茂原信生
茂原 信生（しげはら のぶお、1943年2月26日 - ）は、日本の自然人類学者。京都大学霊長類研究所教授を経て、京都大学名誉教授。

## 人物
神奈川県で出生後、長野県に戦時疎開（プロフィール上、出身地を長野県とする）。1961年長野県長野高等学校卒、1966年京都大学理学部動物学科卒、同大学院理学研究科を修了。
1971年9月より12月にかけて、インド半島北部にあるシワリク丘陵のシワリク層およびカシミール地方のカレワ層、アフガニスタン・イラン・トルコの各地のシワリク層相当層において地質学的および古生物学的調査を行った。その後、1977年から1995年まで、南米のコロンビア、ボリビアで古い時代の霊長類の化石の発掘調査を行う。南米調査終了後は、1998年からミャンマーでの真猿類の祖先の発掘調査を2004年まで行った。東北大学歯学部、1978年獨協医科大学講師、同助教授（第1解剖学教室）を経て、1995年京都大学霊長類研究所教授（進化系統研究部門系統発生分野）、同所長(茂原信生 2006)。
2006年京都大学名誉教授。

## 著書
- 茂原信生 (1986), 東京大学総合研究資料館所蔵 長谷部言人博士収集犬科動物資料カタログ, 東京大学総合研究資料館
- 茂原信生; 瀬戸口烈司 (1986), “1)列脚類(亜目)(Fissipedia)”, in 後藤仁敏、大泰司紀之, 歯の比較解剖学, 医歯薬出版, pp. 166-171, ISBN 4263400704

## 論文
- 国立情報学研究所収録論文 国立情報学研究所
- 亀井節夫; 池田次郎; 石田志朗; 茂原信生; 樽野博幸; 徳岡隆夫; 横山卓雄 (1973), “インド シワリク丘陵のシワリク層およびその相当層の地貭・古生物 : 第一報 : 古生物”, 日本地質学会学術大会講演要旨 (日本地質学会) 80:  157
- 茂原信生 (1976), “ツパイ(Tupaiidae)について (霊長類と食虫類・翼手類の系統・進化--Primatization<特集>)”, 生物科学 (日本生物科学者協会) 28 (1):  43-46, ISSN 00452033
- 織田銑一; 茂原信生 (1978), 哺乳動物学雑誌 (日本哺乳動物学会) 7 (3):  150-154, ISSN 05460670, https://cir.nii.ac.jp/crid/1523669554824465280
- 茂原信生 (2006), “退職にあたって”, 霊長類研究所年報 36:  133-136
- 香原志勢; 茂原信生; 西沢寿晃; 藤田敬; 大谷江里; 馬場悠男 (2011), “栃原岩陰遺跡(長野県南佐久郡北相木村)出土の縄文時代早期人骨 : 縄文時代早期人骨の再検討”, 人類學雜誌 (日本人類学会) 119 (2):  91-124, doi:10.1537/asj.110406, ISSN 13443992

## 関連人物
- 瀬戸口烈司：京都大学霊長類研究所進化系統研究部門系統発生分野の先代教授。医歯薬出版「歯の比較解剖学」の共同著者[2]。
- 織田銑一：沖縄県那覇市近郊において共同でリュウキュウジャコウネズミの採集を行った[6]。